# Colonel Blimp
Colonel Blimp („Oberst Blimp“) war der Titel einer britischen Comicstripreihe, die in den 1930er Jahren im britischen Evening Standard erschien, sowie der Name der Hauptfigur dieser Reihe. Der Schöpfer von Colonel Blimp war der neuseeländische Cartoonist und Karikaturist David Low, der 1927 von Lord Beaverbrook zum Standard geholt worden war. Low ließ Colonel Blimp mit der Zeit nicht nur in seiner eigenen Cartoonreihe Colonel Blimp auftreten, sondern baute ihn auch gelegentlich als Assistenzfigur mit hohem Wiedererkennungswert in seine Karikaturen des politischen Tagesgeschehens ein.

## Der Titelheld
Low stellte Colonel Blimp als das Klischee eines britischen Konservativen und Imperialisten dar, wobei er ihm als individuelle Gaben der Figur insbesondere ihren Jähzorn, ihre Aufgeblasenheit und ihren Jingoismus betonte. General Arthur Aitken soll Vorbild für diese fiktionale Figur gewesen sein. In seinem Erscheinungsbild war vor allem der buschige, walrossartige Schnauzbart der Figur, der eine gewisse Ähnlichkeit mit berühmten militärischen Bartträgern wie Horatio Kitchener und Douglas Haig aufwies, charakteristisch. Eine gewisse Ähnlichkeit ist auch zu Ferdinand Graf von Zeppelin festzustellen, der zu dieser Zeit in Großbritannien maßgeblich das Bild von der schwebenden Luftfahrt bestimmte und daher in engem assoziativen Zusammenhang zu dem Begriff blimp stand.
Der Begriff „blimps“, der in der Reihe geprägt wurde, fand Eingang in die britische Umgangssprache und wurde unter anderem von George Orwell (z. B. in „The Home Guard is […] an astonishing phenomenon, a sort of People's Army officered by Blimps“ – in Partisan Review, vom April 15, 1941.) und Tom Witringham aufgegriffen („How to Reform the Army and People's War“).

## Blimp als Filmheld 1943
Eine sympathischere Version von Blimp erschien in dem Filmklassiker „The Life and Death of Colonel Blimp“ der 1943 von Michael Powell und Emeric Pressburger produziert wurde. Obwohl der Name Colonel Blimp im Filmtitel erscheint, wird die Figur den ganzen Film hindurch nur als Clive Candy bezeichnet. Winston Churchill versuchte aus bis heute nicht völlig geklärten Gründen vergeblich, die Produktion des Films zu unterbinden: er selbst und die britische Armee werden ausgesprochen positiv dargestellt, so dass in dieser Hinsicht kein Grund gesehen werden kann. Den Ausschlag zu seinen Anstrengungen scheinen das satirisch gefärbte Bild der deutschen Armee und insbesondere das Auftreten eines sympathischen deutschen Charakters, die der Film noch im Kriegsjahr 1943 bot, in den Augen einiger politischer Kreise bedenklich gemacht zu haben.

## Nachwirkung
Der Charakter des Colonel Blimp wird bis heute vor allem von britischen Karikaturisten aufgrund seines hohen Wiedererkennungswertes verwendet. Dabei fungiert er als ein Archetyp, in den jeder Leser automatisch bestimmte Eigenschaften hineinprojiziert, die der Figur traditionell zugeordnet werden und die sie damit gewissermaßen als Inventarfigur der britischen Karikaturistik symbolisiert: erzkonservative bis reaktionäre Anschauungen, die keinem speziellen politischen Akteur zugeordnet werden sollen, sondern in ihrer allgemeinen gesellschaftlichen Wirkungsmächtigkeit deutlich gemacht werden sollen, werden des Häufigeren mit Blimp-Figuren in Karikaturen kenntlich gemacht.